# 金子薫
金子 薫（かねこ かおる、1990年 - ）は、日本の小説家。男性。

## 経歴・人物
神奈川県横浜市出身。慶應義塾大学文学部仏文学専攻卒業後、同大学大学院文学研究科仏文学専攻に在籍中の2014年、「アルタッドに捧ぐ」で第51回文藝賞を受賞しデビュー。2018年、第11回（池田晶子記念）わたくし、つまり Nobody賞受賞。同年、『双子は驢馬に跨がって』で第40回野間文芸新人賞受賞。2019年、『壺中に天あり獣あり』で第32回三島由紀夫賞候補。2022年、『道化むさぼる揚羽の夢の』で第35回三島由紀夫賞候補。

## 著作

### 単行本
- 『アルタッドに捧ぐ』（河出書房新社、2014年11月）
  - 初出:『文藝』2014年冬季号
- 『鳥打ちも夜更けには』（河出書房新社、2016年2月）
  - 初出:『文藝』2015年秋季号
- 『双子は驢馬に跨がって』（河出書房新社、2017年9月）
  - 初出:『文藝』2017年春季号
- 『壺中に天あり獣あり』（講談社、2019年2月）
  - 初出:『群像』2018年11月号
- 『進化むさぼる揚羽の夢の』（新潮社、2021年7月）
  - 初出:『新潮』2021年5月号
- 『愛の獣は光の海で溺れ死ぬ』（河出書房新社、2025年4月）
  - 独白する愛の犠牲獣 - 『文藝』2023年冬季号
  - 天使の虫喰う果樹園にて - 書き下ろし
  - 成るや成らざるや奇天の蜂 - 『文藝』2022年冬季号
  - スカピーノと自然の摂理 - 『文藝』2020年冬季号
  - 愚天童子と双子の獣たち - 『文藝』2023年夏季号
  - 言葉の海から - 書き下ろし

### アンソロジー収録作品
- 「スカピーノと自然の摂理」 - 『文学2021』（日本文藝家協会編、講談社、2021年5月）
  - 初出:『文藝』2020年冬季号

### 雑誌掲載作品
エッセイなど
- 「〈90年代生まれが起こす文学の地殻変動〉アンケート」 - 『文藝』2020年冬季号
- 「読書日録」 - 『すばる』2022年1月号 - 3月号
- 「外部も内部もない塔を建造する職業」（九段理江『東京都同情塔』書評） - 『すばる』2024年3月号
- 「蝶は清浄も不浄も超えて」（小山田浩子『最近』書評） - 『文藝』2025年春季号